# Taxeotis oraula
Taxeotis oraula là một loài bướm đêm trong họ Geometridae.